# Evangelický kostel (Silůvky)
Evangelický kostel je chrám Českobratrské církve evangelické v obci Silůvky v okrese Brno-venkov. Postaven byl v letech 1929–1930 v jihovýchodní části obce. Jedná se o samostatně stojící nevelkou budovu obdélníkového půdorysu s centrálním sálem a dvěma přístavky s vchody na severní a jižní straně.

## Historie
V roce 1919 se některé ze silůveckých rodin, včetně tehdejšího starosty, rozhodly po přednášce faráře z Nosislavi přestoupit k českobratrské církvi evangelické. Zprvu se scházeli na různých místech, v letech 1929–1930 však postavili kostel, kvůli čemuž zůstal kazatelské stanici brněnského sboru, která v Silůvkách vznikla roku 1921, dluh 40 000 korun. Ve 30. letech 20. století byla vybudována fara. Kazatelská stanice v Silůvkách se na samostatný sbor změnila v roce 1942.